# Farmer Island
Farmer Island ist eine 22 km lange und vereiste Insel im Marshall-Archipel vor der Saunders-Küste des westantarktischen Marie-Byrd-Lands. Sie liegt 10 km nördlich von Radford Island im Sulzberger-Schelfeis.
Teilnehmer der United States Antarctic Service Expedition (1939–1941) kartierten sie grob. Das Advisory Committee on Antarctic Names benannte sie 1966 nach Floyd L. Farmer (1916–1993) von der United States Navy, leitender Schlosser auf dem Eisbrecher USS Glacier, der zwischen 1961 und 1962 entlang der Saunders-Küste operierte.